# Ålleberg
Ålleberg este o arie protejată (arie specială de conservare — SAC, sit de importanță comunitară — SCI) din Suedia întinsă pe o suprafață de 157,8 ha, integral pe uscat.

## Localizare
Centrul sitului Ålleberg este situat la coordonatele 58°08′04″N 13°36′09″E / 58.1345°N 13.6024°E.

## Înființare
Situl Ålleberg a fost declarat sit de importanță comunitară în ianuarie 1998 pentru a proteja 1 specie de plante și 1 specie de animale. Situl a fost protejat și ca arie specială de conservare în martie 2011.

## Biodiversitate
Situată în ecoregiunea boreală, aria protejată conține 4 habitate naturale: Pajiști fino-scandinave uscate până la mezice, bogate în specii de altitudine mică, Fânețe de joasă altitudine (Alopecurus pratensis, Sanguisorba officinalis), Păduri caducifoliate bătrâne naturale hemiboreale fino-scandinave (Quercus, Tilia, Acer, Fraxinus sau Ulmus) bogate în specii epifite, Păduri pe pante, grohotișuri și ravene de Tilio-Acerion.
La baza desemnării sitului se află mai multe specii protejate:
- plante (1): papucul doamnei (Cypripedium calceolus)
- amfibieni (1): triton cu creastă (Triturus cristatus)